# Usbekische Fußballnationalmannschaft
Die usbekische Fußballnationalmannschaft (usbekisch Oʻzbekiston milliy futbol terma jamoasi) repräsentiert Usbekistan und gilt als stärkstes Team der zentralasiatischen Staaten. Bei den Asienspielen 1994 gewann man das Fußballturnier.

## Geschichte
Bis 1992 spielten Usbeken im Team der Fußballnationalmannschaft der UdSSR.
1994 trat der UFF (Usbekischer Fußballverband) der FIFA und dem AFC bei.
Usbekistan konnte sich erstmals im Juni 2025 für eine Fußball-Weltmeisterschaft qualifizieren. Bei der Qualifikation zur Fußball-Weltmeisterschaft 2006 erreichte Usbekistan in der dritten und letzten Runde der Asien-Qualifikation den dritten Platz der Gruppe A. Die beiden Gruppendritten Usbekistan und Bahrain machten in einem Hin- und Rückspiel aus, wer gegen den Vierten der Nord- und Mittelamerika-Qualifikation um einen WM-Platz spielen würde.
Am 3. September 2005 spielte Usbekistan gegen Bahrain in Taschkent 1:0. Am 6. September annullierte die FIFA das Spiel allerdings wegen eines groben Schiedsrichterfehlers. Beim Stand von 1:0 hatte der Japaner Toshimitsu Yoshida einen Strafstoß für die Usbeken gegeben. Bei der Ausführung lief jedoch ein usbekischer Spieler zu früh in den Strafraum. Anstatt nun den Strafstoß wiederholen zu lassen, entschied der Schiedsrichter fälschlicherweise auf Freistoß für Bahrain.
Das Rückspiel hätte am 7. September in Bahrain stattfinden sollen. Als neue Termine wurden der 8. Oktober in Taschkent und der 12. Oktober in Manama (Bahrain) festgelegt. Der UFF legte Protest ein, hatte damit aber keinen Erfolg. Das Wiederholungsspiel in Taschkent endete am 8. Oktober 2005 1:1. Da das Rückspiel in Manama 0:0 ausging, zog Bahrain in die nächste Runde ein.
Bei der Asienmeisterschaft 2007 errang die usbekische Mannschaft in der Gruppenphase den zweiten Platz hinter dem Iran und vor China und Malaysia, scheiterte jedoch im anschließenden Viertelfinale mit 2:1 am späteren Vize-Asienmeister Saudi-Arabien. 2011 wurde das Halbfinale erreicht, das gegen Australien mit 0:6 verloren ging. Im Spiel um Platz 3 unterlag Usbekistan mit 2:3 gegen Südkorea.
Bei der Qualifikation zur Fußball-Weltmeisterschaft 2014 in Brasilien beendete das usbekische Team die Qualifikationsgruppe 3 als Gruppensieger mit 16 Punkten, vor Japan mit 10 Punkten. Die Usbeken erreichten so die finale Qualifizierungsgruppe A des asiatischen Verbands AFC. Dort belegte Usbekistan nach Abschluss der Gruppenspiele den dritten Platz und spielte somit im September in Hin- und Rückspiel gegen Jordanien, den Dritten der Gruppe B. Das Hinspiel in Jordanien endete 1:1, das Rückspiel in Taschkent verlor Usbekistan mit 8:9 nach Elfmeterschießen, nachdem es nach 90 Minuten und Verlängerung 1:1 gestanden hatte.
In der zweiten Qualifikationsrunde für die Weltmeisterschaft 2026 blieb Usbekistan ungeschlagen. Das Team holte vier Siege und erreichte zwei Unentschieden. Damit schaffte es Usbekistan als Gruppenzweiter in die dritte Qualifikationsrunde. In der dritten Runde qualifizierte sich die Mannschaft nach einem torlosen Unentschieden gegen die Vereinigten Arabischen Emirate mit einem Spiel Vorsprung erstmalig für eine Weltmeisterschaft.

## Weltmeisterschaft
- 1930 bis 1990: Keine Teilnahme, da Teil der Sowjetunion
- 1994: Keine Teilnahme, da noch kein FIFA-Mitglied
- 1998: Nicht qualifiziert
- 2002: Nicht qualifiziert
- 2006: Nicht qualifiziert
- 2010: Nicht qualifiziert
- 2014: Nicht qualifiziert
- 2018: Nicht qualifiziert
- 2022: Nicht qualifiziert
- 2026: qualifiziert

## Asienmeisterschaft
- 1956 bis 1988: Keine Teilnahme, da Teil der Sowjetunion
- 1992: Keine Teilnahme, da noch kein AFC-Mitglied
- 1996: Gruppenphase
- 2000: Gruppenphase
- 2004: Viertelfinale
- 2007: Viertelfinale
- 2011: Vierter
- 2015: Viertelfinale
- 2019: Achtelfinale
- 2024: Viertelfinale
- 2027: Qualifiziert

## Trainer
| Name                     | Nationalität | Zeitraum                      | Spiele | S  | U  | N  | % Siege |
| ------------------------ | ------------ | ----------------------------- | ------ | -- | -- | -- | ------- |
| Rustam Akramov           | Usbekistan   | Juni 1992–Oktober 1994        | 18     | 13 | 03 | 02 | 072,2 % |
| Aleksandr Ivankov        | Usbekistan   | Juli 1995–November 1995       | 04     | 0  | 01 | 03 | 000,0 % |
| Bahodir Ibrohimov        | Usbekistan   | 1996                          | 08     | 02 | 0  | 06 | 025,0 % |
| Rustam Mirsodiqov        | Usbekistan   | Mai 1997–Oktober 1997         | 12     | 05 | 03 | 04 | 041,6 % |
| Ubirajara Veiga da Silva | Brasilien    | Oktober 1997–Dezember 1998    | 11     | 05 | 04 | 02 | 045,5 % |
| Mahmud Rahimov           | Usbekistan   | Juli 1999–November 1999       | 07     | 06 | 0  | 01 | 085,7 % |
| Viktor Borisov           | Usbekistan   | Februar 2000                  | 01     | 01 | 0  | 0  | 100,0 % |
| Pawel Sadyrin            | Russland     | April 2000–Mai 2000           | 01     | 0  | 0  | 01 | 000,0 % |
| Yuriy Sarkisyan          | Usbekistan   | Juli 2000–Oktober 2000        | 06     | 01 | 01 | 04 | 016,7 % |
| Wladimir Salkow          | Russland     | Dezember 2000–Oktober 2001    | 21     | 12 | 03 | 06 | 57,1 %  |
| Leonid Ostrouschko       | Kasachstan   | Oktober 2001                  | 01     | 01 | 0  | 0  | 100,0 % |
| Ravshan Haydarov         | Usbekistan   | Januar 2002–November 2004     | 23     | 13 | 05 | 05 | 056,5 % |
| Hans-Jürgen Gede         | Deutschland  | Februar 2005–April 2005       | 03     | 01 | 01 | 01 | 033,3 % |
| Ravshan Haydarov         | Usbekistan   | Juni 2005–Juli 2005           | 02     | 0  | 01 | 01 | 000,0 % |
| Bob Houghton             | England      | Juli 2005–Dezember 2005       | 04     | 02 | 02 | 0  | 050,0 % |
| Waleri Nepomnjaschtschi  | Russland     | Januar 2006–Dezember 2006     | 06     | 03 | 02 | 01 | 050,0 % |
| Rauf Inileyev            | Usbekistan   | Januar 2007–September 2008    | 27     | 13 | 04 | 10 | 048,1 % |
| Mirjalol Qosimov         | Usbekistan   | September 2008–April 2010     | 15     | 04 | 03 | 08 | 026,7 % |
| Vadim Abramov            | Usbekistan   | April 2010–Juni 2012          | 28     | 11 | 05 | 12 | 039,3 % |
| Mirjalol Qosimov         | Usbekistan   | Juni 2012–Juni 2015           | 40     | 19 | 09 | 12 | 047,5 % |
| Samvel Babayan           | Usbekistan   | Juni 2015–September 2017      | 24     | 16 | 01 | 07 | 066,7 % |
| Roʻziqul Berdiyev        | Usbekistan   | Oktober 2017                  | 01     | 0  | 0  | 01 | 000,0 % |
| Temur Kapadze            | Usbekistan   | Februar–Juni 2018             | 04     | 0  | 01 | 03 | 000,0 % |
| Héctor Cúper             | Argentinien  | September 2018–September 2019 | 17     | 07 | 04 | 06 | 041,2 % |
| Vadim Abramov            | Usbekistan   | September 2019–Juni 2021      | 15     | 08 | 0  | 07 | 053,3 % |
| Srečko Katanec           | Slowenien    | August 2021–Januar 2025       | 43     | 27 | 09 | 07 | 062,8 % |
| Temur Kapadze            | Usbekistan   | seit Januar 2025              | 03     | 01 | 02 | 0  | 033,3 % |

## Rekordspieler
(Stand: 19. November 2024) Am 14. Juni 2023 löste  Eldor Shomurodov  den langjährigen Rekordtorschützen Maksim Shatskix mit seinem 35. Länderspieltor ab und erhöhte im gleichen Spiel seine Torzahl auf 36.
| Rekordspieler | Rekordspieler         | Rekordspieler | Rekordspieler | Rekordspieler |
| Spiele        | Spieler               | Position      | Zeitraum      | Tore          |
| ------------- | --------------------- | ------------- | ------------- | ------------- |
| 128           | Server Jeparov        | Mittelfeld    | 2002–2017     | 25            |
| 118           | Temur Kapadze         | Mittelfeld    | 2002–2015     | 10            |
| 108           | Odil Ahmedov          | Mittelfeld    | 2007–2021     | 21            |
| 105           | Ignatiy Nesterov      | Tor           | 2002–2019     | 0             |
| 102           | Anzur Ismailov        | Abwehr        | 2007–2019     | 03            |
| 097           | Alexander Heinrich    | Angriff       | 2002–2017     | 31            |
| 083           | Azizbek Haydarov      | Mittelfeld    | 2007–2018     | 01            |
| 078           | Eldor Shomurodov      | Angriff       | 2015–         | 41            |
| 074           | Otabek Shukurov       | Mittelfeld    | 2016–         | 08            |
| 074           | Islom Toʻxtaxoʻjayev  | Abwehr        | 2009–         | 02            |
| 073           | Igor Sergeyev         | Angriff       | 2013–         | 19            |
| 072           | Vitaliy Denisov       | Mittelfeld    | 2006–2018     | 01            |
| 070           | Jaloliddin Masharipov | Mittelfeld    | 2016–         | 12            |

Quelle: * rsssf.org

## Spieler
- Marat Bikmayev (2004–)
- Aziz Ibragimov (2007–2011)
- Anvar Jabborov (1992)
- Aleksandr Kletskov (2006)
- Dilshod Rakhmatullaev (2012)
- Shavkat Salomov (2007–2015)
- Wladimir Schischelow (2000–2012)
- Usmon Toshev (1993–1994)
- Sanjar Tursunov (2010–2015)
- Ilyas Zetulayev (2001–2007)